# استرو مایک
استرو مایک (به انگلیسی: Stereo Mike) (زاده ۱۹۷۸) خواننده یونانی است.
در سن ۱۸ سالگی، علاقه او به موسیقی او را به انگلستان برای یادگیری در این زمینه در دانشگاه های متروپولیتن لیدز و دانشگاه وست مینستر سوق داد.
او در مسابقه آواز یوروویژن ۲۰۱۱ به همراه لوکاس جیورکاس نماینده یونان بود.